# Рахленко, Леон Гдальевич

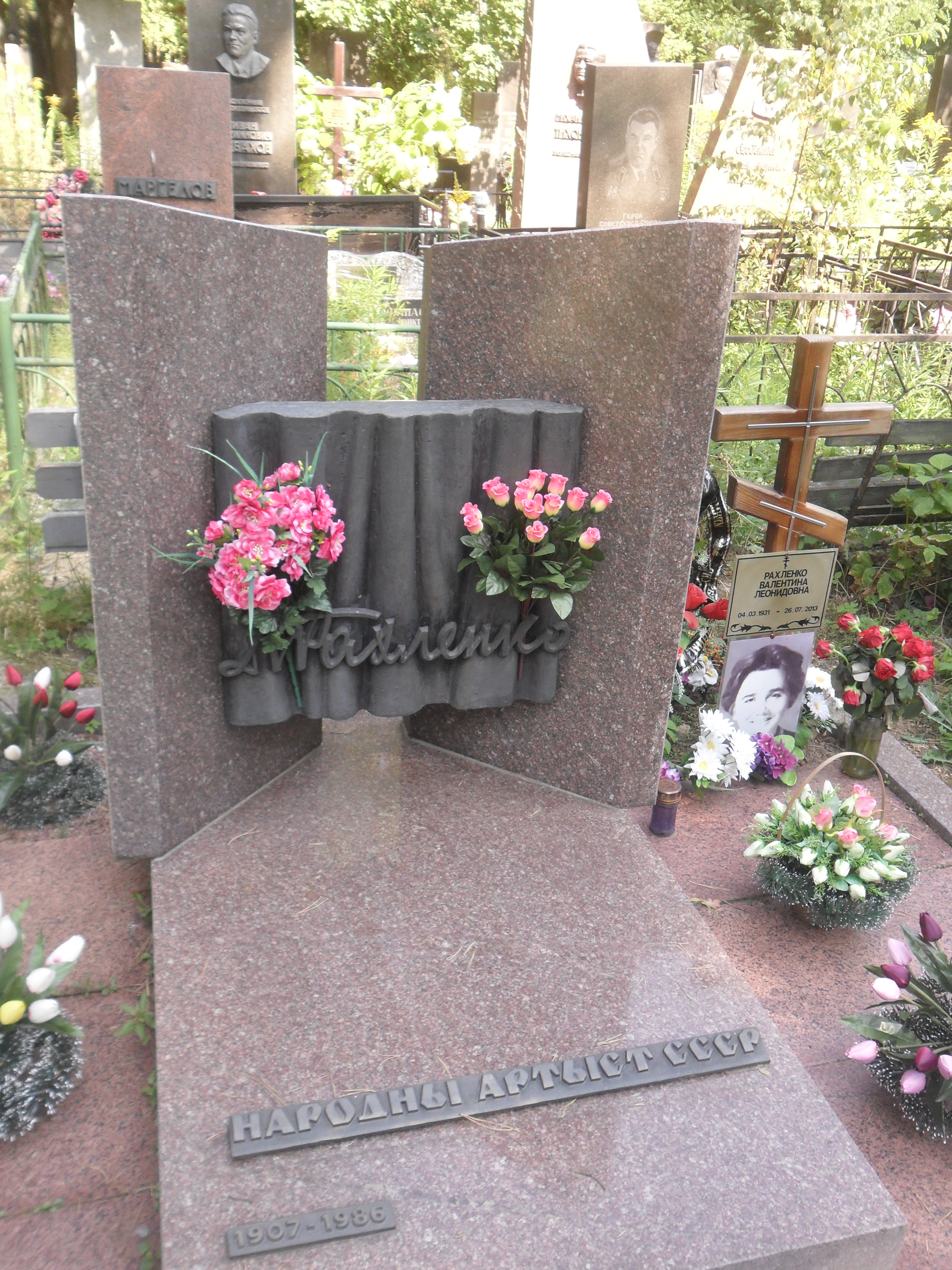
Могила Рахленко на Восточном кладбище Минска.

Народные артисты СССР: Ржецкая и Рахленко

Лео́н (Э́вель) Гда́льевич Рахле́нко (также Леонид Григорьевич; бел. Леон Гдальевіч Рахленка; 1907—1986) — советский актёр, театральный режиссёр, педагог. Народный артист СССР (1966).

## Биография
Родился 24 августа (6 сентября) 1907 года (по другим источникам — 23 августа (5 сентября) 1907 года) в селе Тереховка (ныне Добрушского района, Гомельская область, Белоруссия)
В 1924—1927 годах учился в Ленинградском техникуме сценических искусств (ученик Л. С. Вивьена и С. Э. Радлова).
В 1926—1927 годах — артист и ассистент режиссёра Ленинградского рабочего театра Пролеткульта. В 1927—1928 годах — художественный руководитель театральной рабочей студии Киевского Совета профсоюзов. В 1928—1929 годах — художественный руководитель рабочей театральной самодеятельности текстильных фабрик в Клинцах (Брянская область).
В 1929—1981 годах — актёр и режиссёр (с 1935) (в 1938—1943 годах — заведующий художественной частью) Белорусского драматического театра им. Я. Купалы в Минске. Режиссёрскую деятельность начал под руководством Е. А. Мировича.
В 1956—1958 и 1967—1969 годах — художественный руководитель студии при театре.
Член ВКП(б) с 1942 года.
Умер 9 марта 1986 года в Минске. Похоронен в Минске на Восточном кладбище.

## Семья
- Жена — Лидия Ивановна Ржецкая (1899—1977), актриса. Народная артистка СССР (1955).
- Брат — Александр Григорьевич (Гдальевич) Рахленко (1918—1959), актёр.
- Внук — Александр Юрьевич Рахленко (р. 1961), актёр кино и дубляжа.

## Награды и звания
- Заслуженный артист Белорусской ССР[3]
- Народный артист Белорусской ССР (1946)
- Народный артист СССР (1966)
- Государственная премия Белорусской ССР (1970)
- Орден Октябрьской Революции
- Три ордена Трудового Красного Знамени (20.06.1940, за выдающиеся заслуги в деле развития белорусского театрального и музыкального искусства; 1948; 1955)
- Орден Дружбы народов (1977)
- Медаль «В ознаменование 100-летия со дня рождения Владимира Ильича Ленина»
- Медаль «Ветеран труда»
- Почётная грамота Президиума Верховного Совета Белорусской ССР (1982)

## Театральные работы

### Актёр
- 1939 — «Кто смеётся последним» К. Крапивы — Горлохватский
- 1955 — «Крылья» А. Е. Корнейчука — Ромодан
- 1959 — «Третья патетическая» Н. Ф. Погодина — Гвоздилин
- 1959 — «Побег из ночи» братьев Тур — Косогоров
- 1962 — «На всякого мудреца довольно простоты» А. Н. Островского — Крутицкий
- 1962 — «Четвёртый» К. М. Симонова — Он
- «Макар Дубрава» А. Е. Корнейчука — Макар Дубрава
- «Метель» Л. М. Леонова — Степан Сыроваров
- «На дне» М. Горького — Бубнов
- «Последняя жертва» А. Н. Островского — Флор Федулович

### Режиссёр
- 1935 — «Жизнь зовет» В. Н. Билль-Белоцерковского
- 1936 — «Волки и овцы» А. Н. Островского
- 1937 — «Скупой» Мольера
- 1937 — «Соловей» З. Бядули
- 1938 — «Партизаны» К. Крапивы
- 1938 — «Без вины виноватые» А. Н. Островского
- 1939 — «Кто смеётся последним» К. Крапивы
- 1941 — «В степях Украины» А. Е. Корнейчука
- 1942 — «Фронт» А. Е. Корнейчука
- 1943 — «Русские люди» К. М. Симонова
- 1947 — «Глубокие корни» Д. Гоу и А. д’Юссо
- 1953 — «Коварство и любовь» Ф. Шиллера
- 1954 — «Огненный мост» Б. С. Ромашова
- 1956 — «Кремлёвские куранты» Н. Ф. Погодина
- 1957 — «Грозовой год» А. Я. Каплера

## Фильмография
- 1941 — Морской ястреб — контр-адмирал
- 1941 — Живи, родная Беларусь! (музыкальный фильм) — поэт
- 1954 — Кто смеётся последним? — Горлохватский, директор института
- 1956 — Миколка-паровоз — Немецкий полковник
- 1957 — Далекое и близкое — Чугай
- 1947 — Полесская легенда — пан Иван
- 1947 — Степан Кольчугин — Бахмутский
- 1958 — Часы остановились в полночь — Готберг
- 1960 — Весенние грозы — Профессор
- 1978 — Расписание на послезавтра — профессор Калмыков
- 1980 — Атланты и кариатиды — Богдан Витальевич.